# Online-Bewertung
Als Online-Bewertungen bezeichnet man Texte, mit denen Internetnutzer Einschätzungen zu Produkten, Dienstleistungen und Organisationen abgeben.
Die Möglichkeit, Meinungen und Bewertungen auszutauschen, gibt es seit den frühen Tagen des World Wide Web. Ein neueres Phänomen sind Websites, die vollkommen darauf ausgerichtet sind, Kundenrezensionen aufzunehmen. Man spricht von Bewertungsportalen oder auch von Verbraucherportalen, die in nahezu jeden Bereich von Produkten und Dienstleistungen vorhanden sind.
Da Kundenrezensionen in den Ergebnislisten der Suchmaschinen häufig auf den vorderen Plätzen erscheinen, müssen sich auch die Marketingabteilungen der Unternehmen mit ihnen beschäftigen. Immer wieder werden auch Juristen dafür abgestellt, gegen missliebige Bewertungen vorzugehen. Die Äußerungen werden in Tatsachenbehauptungen und Wertungen untergliedert. Werturteile sind grundsätzlich von der Meinungsfreiheit geschützt, wobei dort die Grenze gezogen wird, wo Rechte anderer Personen gezielt verletzt werden.

## Bewertungsmöglichkeiten im Internet
Bei der Art und Weise der Online-Bewertungsabgabe gibt es fortgesetzt Neuerungen; die Zahl der Seiten, die Nutzer auffordern, Bewertungen abzugeben, nimmt zu. Neben Bewertungsportalen und Online-Marktplätzen finden sich Nutzerwertungen auch auf Social-Media-Seiten, Imageboards oder Videoportale zu den geteilten Inhalten. Sie können oft in Form von Kommentaren und/oder einer Sterneskala oder durch die Benutzung eines „Gefällt mir “ bzw. „Gefällt mir nicht “-Knopf bewertet werden.

### Bewertungsportale
Zu den ersten Bewertungsportalen, die im deutschen Internet auf sich aufmerksam gemacht haben, gehört Ciao.de, eine Website der 1999 gegründeten Ciao GmbH.
Später wurden Portale geschaffen, in denen Bewertungen der Arbeit von Lehrern (siehe Spickmich), Professoren (siehe MeinProf) oder zu Arbeitgebern abgegeben werden können. Auch gibt es Portale, die darauf ausgerichtet sind, Bewertungen zu Arztpraxen und Rechtsanwaltskanzleien aufzunehmen. Eine neuere Untergruppe bilden Empfehlungs- und Feedbackportale. Empfehlungsportale veröffentlichen nur positive Bewertungen. Feedbackportale leiten zusätzlich negative Bewertungen ohne öffentliche Bloßstellung, als Anregung zur Prozessoptimierung, an die Betroffenen weiter (siehe Testmybiz).
Neue Möglichkeiten entstehen, wenn Kartendienste und Bewertungsportale zusammengeführt werden. Beispielsweise kann man sich bei Qype oder frag-titus Ausschnitte von Stadtplänen anzeigen lassen und kann zu sämtlichen Einrichtungen, die im betreffenden Stadtgebiet eine Rolle spielen, Bewertungen abgeben.
Die Idee der Bewertung von Arbeitgebern via Internet ist in den USA entstanden: als Pionier gilt hier die Webseite jobvent.com. Im deutschsprachigen Raum entstand mit Jobvoting.de 2006 die erste Internetseite für Arbeitsplatzbewertungen. Mittlerweile sind etliche weitere Websites hinzugekommen. Insbesondere im Jahr 2008 war das Medieninteresse für diese Websites hoch und fand ihren Ausdruck in Reportagen in überregionalen Zeitungen, Fachzeitschriften und dem Nachrichtensender N24.

### Rezensionen in elektronischen Marktplätzen
Heute haben fast alle Online-Marktplätze einen Bereich für Nutzungsbewertungen. Bei amazon.com können die Nutzer Rezensionen zu Büchern, DVDs und anderen Produkten abzugeben. Beim Online-Auktionshaus eBay ist es für den Verkaufserfolg eines Anbieters von großer Bedeutung, dass die Käufer positive Bewertungen abgeben.

### Suchmaschinen
2007 führte Google Maps Kundenrezensionen ein.

## Rezensionen als Marketing-Instrument im Internet
Warum Kundenrezensionen ständig an Bedeutung gewinnen, hat eine Studie von Deloitte 2010 ergründet:
Laut der Studie sind 80 % der Kaufentscheidungen von Kundenrezensionen abhängig und über 70 % der Befragten gaben an, Hinweise auf Unternehmensrezensionen, die online erscheinen, an Familienmitglieder und Freunde weiterzugeben.
Aufgrund als ungerecht empfundener Bewertungen kommt es immer wieder zu Rechtsstreitigkeiten.

## Kundenrezensionen als Wettbewerbsvorteil aus Anbietersicht
In den USA gibt es Marketingabteilungen, die sich intensiv mit Kundenrezensionen beschäftigen. Häufig wird erklärt, dass es nicht primär darum gehe, die besten Bewertungen zu erhalten, sondern dass man darauf ausgerichtet sei, aus negativer Kritik zu lernen und angemessene Reaktionen bereitzuhalten. Anbieter von Bewertungssystemen können strategische Entscheidungen bezüglich der Gestaltung des Systems treffen, um beispielsweise die Anzahl der generierten Bewertungen zu erhöhen.
Eine Studie bei Entrepreneur.com nennt drei Punkte, die berücksichtigt werden müssen, wenn sich auf lange Sicht gute Kundenrezensionen einstellen sollen und daraus ein Wettbewerbsvorteil entstehen soll. Es wird empfohlen
- das Unternehmen zu einem Teil des Lebensstils der Kunden zu machen und nicht nur Dienste anzubieten,
- jedem Kunden auf geschriebenes Feedback zu antworten,
- den Ruf des Unternehmens nicht durch gefälschte Kundenrezensionen aufs Spiel zu setzen.

## Nutzung
Online-Bewertungen sind für Verbraucher gemäß einer Studie des Branchenverbands Bitkom das wichtigste Entscheidungskriterium beim Online-Shopping. Zwei Drittel der Online-Käufer (65 Prozent) nutzen Kundenbewertungen in Online-Shops als Entscheidungshilfe vor dem Kauf von Produkten. Damit landen Online-Bewertungen noch vor Preisvergleichsseiten wie guenstiger.de (51 Prozent) und persönlichen Gesprächen mit Familie und Freunden (50 Prozent). Darüber hinaus haben vier von zehn Online-Käufern (39 Prozent) weniger Vertrauen in Angebote oder Produkte, zu denen es keine Produktbewertung gibt. Ebenso viele geben an, dass die Rezensionen anderer Käufer ihrer persönlichen Einschätzung des gekauften Produkts entsprechen. Und 45 Prozent schreiben laut der Umfrage selbst Online-Bewertungen. Allerdings sagen auch 19 Prozent aller Online-Käufer, dass sie den Produktbewertungen grundsätzlich nicht vertrauen, da diese vom Anbieter gefälscht sein können.

## Kritik an der Glaubwürdigkeit

### Fake-Bewertungen
Unter Fake-Bewertungen versteht man Meinungsäußerungen oder Tatsachenbehauptungen, die nicht der Wahrheit entsprechen und auf Bewertungsportalen gepostet werden. Die Grenze der Zulässigkeit bzw. Unzulässigkeit dieser Bewertungen ist fließend.
Meinungsäußerungen, d. h. wertende Elemente der Stellungnahme sind grundsätzlich zulässig und verfassungsrechtlich durch die Meinungsfreiheit geschützt, wenn sie nicht im Bereich der Formalbeleidigung oder Schmähung liegen. Ein Beispiel dafür ist: „Die Pizza ist lecker“. „Lecker“ ist eine Tatsache der messbare Relationen fehlen und sie ist somit wertend.
Tatsachenbehauptungen, d. h. Äußerungen, die dem Beweis zugänglich sind, sind nur zulässig und hinzunehmen, wenn sie wahr sind. Sind sie dagegen unwahr, sind die Bewertungen angreifbar und der Bewertete kann sich auf verschiedenen Wegen dagegen wehren. Ein Beispiel dafür ist: „Die Pizza war kalt“. Ob die Pizza kalt war, ist ein Umstand, den man ggf. anhand von Zeugen beweisen kann, falls der Zeuge diese Pizza selbst mitgegessen oder angefasst haben sollte.
Nach der Rechtsprechung des Bundesgerichtshofes hat der Hostprovider, wenn er von Rechtsverletzungen Kenntnis erlangt, dies grundsätzlich zu prüfen, sonst ist er selbst für die Rechtsverletzung verantwortlich. Auch muss er klären, ob der Bewertende tatsächlich Kunde oder Arbeitnehmer des Unternehmens war, was dieser gegenüber dem Provider nach entsprechender Aufforderung unter Umständen auch darzulegen hat. Dies gilt selbst dann, wenn lediglich eine Bewertung ohne Nutzung der Kommentarfunktion vorgenommen wurde, da auch dann das Persönlichkeitsrecht des Unternehmens verletzt sein kann.
Zur heutigen Zeit sind Internet-Bewertungen für viele Kunden maßgeblich, sodass eine Fake-Bewertung erheblichen Einfluss auf das Kaufverhalten potentieller Kunden und somit den Erfolg eines Unternehmens hat.
Fake-Bewertungen werden meist mit mehreren Sockenpuppen-Accounts verfasst oder gekauft. Wissenschaftliche Studien legen nahe, dass Fake-Bewertungen durch die Anwendung verschiedener Strategien durch Kunden erkannt werden können. So kann ein Bewertungsvergleich auf mehreren Bewertungsportalen hinsichtlich Unterschieden in den Bewertungen, falsche Informationsnennung in den Bewertungen bspw. über den Ort oder das Produkt, die Verwendung von Marketing oder Katalogsprache in Bewertungen oder etwa viele Bewertungen in sehr kurzer Zeit ein Hinweis auf Fake-Bewertungen sein.
Jedoch gehen Unternehmen auch zunehmend auf den Kunden zu um gute Bewertungen zu erhalten. Dabei versprechen sie ein Gratis-Produkt im Gegenzug für eine gute Bewertung. Zur Vermittlung solcher Angebote gibt es Webseiten wie Testzon. Diese Vorgehensweise bietet kaum Indizien für Fake-Bewertungen, da es sich hierbei um tatsächliche Profile handelt.

### Amazon und die Bewertungen
Gerade der Online-Riese Amazon kämpft mit gefälschten Bewertungen. Laut Amazon ist durchschnittlich jede 40. Bewertung ein Fake. Es gibt ein Netzwerk aus Produkttestern, das von Amazon unterstützt wird: Beim Vine-Programm, dem "Amazon Vine - Club der Produkttester" gibt es keine Verpflichtung, eine gute Bewertung zu schreiben.

### Review Bombing
Als Review Bombing werden meist viele negative Nutzerbewertungen bezeichnet, die als Reaktion auf eine unerwünschte Änderung bzw. Entwicklung in einem Medium wie einem Computerspiel oder einer Fernsehserie oder einer moralisch-verwerflichen Geschäftspraktik entstanden sind und die Produzenten zum Handeln auffordern sollen. Es wird nicht mehr die Gesamtleistung bewertet, sondern nur noch versucht das Produkt schlecht zu machen. Damit ist es eine Form des Shitstorm. Bewertungen können die Popularität und Verkaufszahlen negativ beeinflussen. Einige Vertriebsplattformen gehen mittlerweile gegen Review Bombing vor oder bieten für einen besseren Überblick ein Histogramm der Bewertungen an. Auch ein umgekehrtes Review Bombing, bei dem das Produkt für eine spezielle Aktion gute Bewertungen erhält, kann die Gesamtwertungen verfälschen.

## Rundfunkberichte
- Michael Gessat: Mit Algorithmen gegen Fakes – Software soll geschönte Produktbewertungen entlarven in dradio „Forschung aktuell“ vom 11. Juli 2012
- Kundenbewertungen: So wird getrickst, NDR – Markt, 3. Dezember 2018 (YouTube)